# Bungencrona
Bungencrona var en svensk adelsätt som tidigare hette Bunge.
Ätten härstammade från Jacob Bunge, son till handelsborgmästaren i Stockholm Mårten Bunge och Margareta Jernstedt vars mor tillhörde släkten Hising. Han var borgarståndets talman i riksdagen, och erbjöd efter förslag från sekreta utskottet adelskap, men avböjde. Hans två söner med hustrun Anna Margareta Engelcrona adlades emellertid för hans förtjänster år 1720, och introducerades med namnet Bungencrona till skillnad från deras farbror som adlats med bibehållet namn. Ätten introducerades på nummer 1 737 samma år.
Sönerna ifråga var kungeliga sekreteraren Mårten Bungencrona som avled ogift, och Karl Gustaf Bungencrona som var kommerseråd och gift med Hedvig Lampa. De fick endast ett barn, riddarhussekreteraren Karl Gustaf Bungencrona som fängslades kortvarigt av Gustav III efter 1789 års riksdag. Ogift testamenterade denne sin förmögenhet till pensioner till adeln.